# ハイスクール!奇面組
『ハイスクール!奇面組』（ハイスクール きめんぐみ）は、新沢基栄による日本の漫画、およびそれを原作としたテレビアニメ、劇場版アニメなどのメディアミックス。
『週刊少年ジャンプ』（集英社）において、『3年奇面組』は1980年10月13日41号から1982年4月12日17号まで、『ハイスクール!奇面組』は『3年』が終了した翌週の1982年4月19日18号から1987年7月6日30号まで連載された。累計発行部数は1000万部を記録している。
新沢の漫画家デビュー作である『3年奇面組』（さんねん きめんぐみ）において中学生だった主人公の高校進学に伴い、『ハイスクール!奇面組』にタイトル変更したものが本作である（アニメ版では中学生編を含め『ハイスクール!奇面組』として制作された）。
ここでは『3年』から『ハイスクール!』を通して解説するほか、スクウェア・エニックス『月刊少年ガンガン』にて連載された『フラッシュ!奇面組』についても取り扱うこととする。

## 概要
架空の学園である「一応高校」を舞台にして、一堂零・冷越豪・出瀬潔・大間仁・物星大から成る5人組「奇面組」と、河川唯・宇留千絵などの個性的なキャラクターたちが活躍するドタバタギャグ・コメディ作品。
奇面組はその名の通り、変な顔の5人組であるが、「他人に笑われようとも自分の個性を堂々とさらけ出し、世の中を味付けする調味料になろう」をモットーに、日夜“変態”（後述「「変態」について」を参照）な珍事を繰り広げる。奇面組のほかにも、「色男組」「腕組」「番組」「御女組」といった五人組も登場する（奇面組同様、中学時は「3年○○組」として登場している）。

### 「変態」について
本作における「変態」とは主に奇人・変人または異常な行動状況を指すものであり、転じて「人知を超越した存在」という位置づけになっている（手足が伸びる、壁を歩いて登る、突然動物に変身するなどの超人的な行動もこれに含まれる）。ただし、まれにギャグとして（一般的に広く認知されている）「変態性欲」の意味で使われるケースもある。

### 作品の特徴
- 主に奇面組の5人が、動きの激しいギャグシーンなどで通常の頭身（主に6頭身）から胴体を縮めた2頭身（デフォルメ）の姿に変わることが多々ある。特に奇面組リーダーの一堂は2頭身になる頻度が高い。新沢は「コマに収めるために、だんだんと頭身が縮んでいった結果なのですが、『ハイスクール！』からは少し意識して描いていたかもしれませんね」とコメントしている[3]。
- 一話完結の話が中心。その他、前・後編に分かれているエピソードや、いわゆる「帰宅部」の奇面組がクラブ（部活動）の助っ人としてライバルとスポーツなどで対決する「クラブ挑戦シリーズ」といった長編シリーズもある。
- 「ボケ役」に対する「ツッコミ」の表現がかなり激しく、殴り倒す、蹴り飛ばすなどの他に、ギャグ漫画定番の巨大ハンマーやハリセンといった武器も登場する。いずれにしてもギャグ的表現なので、ダメージは一切残らない。新沢は「『シティーハンター』の100tハンマーは、ボクの真似ですよ（笑）」と語っており、同記事では画期的な発明と紹介されている[3]。
- 下ネタはほとんど見受けられず、スケベキャラの出瀬潔が女生徒のスカートめくりをする際でも、スカートの中は見せないほどである[注 1]。

### 登場人物関係
- 立ち位置
  - 奇面組の5人 - 零をセンター位置として、画面に向かって左から「大・豪・零・潔・仁」となっている（バリエーションとして、前列に豪・零・潔、後列に大・仁というパターンもある）。なお、奇面組以外の組についても立ち位置が決まっている。
  - ヒロインの2人 - 基本的に、画面に向かって左から「千絵・唯」となっている。なお、零を中央に加えて「千絵・零・唯」、または「唯・零・千絵」と並ぶ場合もある。
- 登場人物が歳をとる。ただし、卒業の時期を迎えた中期に連載上の都合により「作者がタイムワープ（後述）して過去のエピソードを描く」という設定が出てくるため、最終回直前まで高校3年生のまま同じ年度が繰り返された。なお、アニメ版ではこのタイムワープ設定は存在しないが、卓 球魔や音成久子といった原作でタイムワープが発生したあとの新キャラクターも登場する。
- 登場人物の身長や体重は、キリの良い数字になっている場合が多く、同じ組内では身長体重が同じ者達も少なくない。また、唯は身長が155cmで背が低いという設定でそれを強調した描写も少なくないが、日本人女性の平均身長が158cm程のためそれほど低いわけではない。ただし、同世代以上の女性キャラは160cm前後以上の者がほとんどで160cm台半ばから170cm以上の者も多い。

### その他
- 一応高校の校舎は上空から見るとHIGH SCHOOL（＝高等学校）の「HIGH」の文字になっており、先頭の「H」「I」が本校舎、「G」は体育館、そして4文字目の「H」は部室棟に該当する。
- コミックスに収録する際、キャラクターの表情や背景などが細かく加筆・修正されている。さらにジャンプコミックスセレクション版（および文庫版）へ再収録される際は、次のような改訂が行われている。
  - 扉絵の描き直し[注 2]
  - 写植の書体変更
  - セリフの修正や補足追加[注 3]など
- 長編シリーズ「校内異種格闘技戦の巻」がジャンプ・コミックス14巻と15巻に分かれるのを避ける都合で、14巻「きみの手料理が…の巻」の後の2話は「校内異種格闘技戦の巻（その1、その2）」から豪の実父のエピソードである「帰ってきた男の巻」「約束の男の巻」に入れ替えられている。

## あらすじ
【3年奇面組】
一応中学二年生の女子生徒河川唯と宇留千絵は普通で退屈な学園生活を送っていた。そんなとき、一学年上にいる悪名高き名物集団奇面組と遭遇する。一堂零、冷越豪、出瀬潔、大間仁、物星大の5人の奇面組メンバーは個性豊かという表現を通り越したハチャメチャな連中だった。彼らをすっかり気に入ってしまった唯となし崩しに付き合わされた千絵は奇面組と行動を共にするようになる。一方、奇面組の担任である伊狩増代や体育教師の石砂拓真は零たちにすっかりかき回されていた。
だが、零の同級生たちには他にも個性的な名物集団がいた。スポーツ万能な雲童塊率いる腕組、不良グループのリーダー似蛭田妖率いる番組、女子に人気の切出翔率いる色男組、ガリ勉骨岸無造率いる骨組。彼らは問題集団として教師たちを悩ませていた。更に「番組」と対立するスケ番天野邪子率いる御女組も登場する。
やがて春になり、進学した「骨組」を除く他の名物集団は揃って留年。唯、千絵と名物集団たちは同級生となり、更に別の名物集団も登場し校内行事毎に馬鹿騒ぎを繰り返した。そして一目惚れした唯を追って転校してきた自称万能少年で苦学生真実一郎は唯を巡り零を一方的にライバル視する。
受験シーズンを迎えて進路の異なる零たちと唯たちは「一先高校」と「応生高校」とに別れて進学することになり、応生高校への転任が決まっていた伊狩は零たちの卒業にホッと胸を撫で下ろしていたが、一先高校の廃校に伴い姉妹校の応生高校との合併が決まり、一応高校が誕生する。思わぬ展開に唯たちは大喜びするが、伊狩は倒れるほどのショックを受けた。
【ハイスクール!奇面組】
やっと進学した零たちは引き続き他の名物集団や唯、千絵、真実らと共に「一応高校」に通うことになる。零たち10組には新たな顔ぶれとして二階胴面一、物月珠美、織田魔利がクラスメイトに加わり、担任には伊狩の後輩である若人蘭が務めることになる。また、「教育実習生」として10組に来た熱血教師事代作吾は若人に一目惚れ。後日、一応高校に赴任して10組の副担任となる。一方、伊狩と石砂は結婚して正式に夫婦となる。
唯と千絵は塊の双子の姉雲童命が主将を務めるバレーボール部に入部し、「奇面組」は各部活を入部して回る。また当初からお互い気があるが上手く振る舞えない零と唯、腐れ縁のせいで互いに意識しあうようになった豪と千絵の恋愛模様も描かれるようになる。更にキャラクター性を確立した各登場人物の家族たちも登場。また、零の幼馴染みで宿命のライバル春曲鈍と「一堂家」とは犬猿の仲である「音成家」の一人娘で掟破りの成人女子高生音成久子も加わる。
連載の長期化に伴い、新沢が「タイムマシンでループする」を繰り返していたが、腰痛の悪化などにより連載終了が決定した。
それぞれの進路が決まる中、零が交通事故に遭い入院してしまう。零の父・啄石と医師の会話を偶然聞いてしまった唯は零が深刻な病気を抱え、それを察した零が書いた「遺書」と受け取れるノートを読んでしまい、寝ている零にキスをする。だがそれが全くの誤解とわかり、豪と千絵が夫婦になるなど更に数年後の未来を描いた。最後は、ふと気づいた唯が中学の教室で千絵と話している場面に切り替わり、「奇面組」と初めて遭遇した廊下に向かう場面で終了した。
【帰ってきたハイスクール!奇面組】
『ハイスクール!奇面組』を補完するエピソードで、本編との重複をしないことを意識して描かれた新作エピソード。平成という時代を意識し、細部を微妙に変化させている。既出のキャラクターのエピソードに限定され、新キャラクターはいないが前作では遺影のみだった生前の零の母親が登場している。
【フラッシュ!奇面組】
『3年奇面組』、『ハイスクール!奇面組』の基本的設定を踏襲した新作。時代背景を「昭和」から「平成」に変えたことで細部をリニューアルした上で連載を開始し、新キャラクターも登場していたが、新沢の体調悪化で完結することなく休載となる。

## 登場人物
登場人物の名前は、ほとんどが一堂零（＝「一同、礼!」）などといったダジャレが利いた語呂合わせになっている。

## 連載の経緯

### 3年奇面組（中学時代）
新沢が漫画家デビューを目指してフレッシュジャンプ賞に応募した漫画作品『3年奇面組参上』（ジャンプ・コミックス 3年奇面組 第1巻に収録）に登場するキャラクターおよび世界観をベースに、奇面組の中学3年から卒業までを描いた作品。第1話は、ヒロインで当時「一応中学校」2年の河川唯と宇留千絵が校内で上級生の奇面組と出会うところから始まる（アニメ版では、唯が転入した時点ですでに奇面組と千絵が同級生となっている）。
新沢は従来漫画やアニメでは定番である「マンガの登場人物は年をとらない」という手法を「しらじらしくなってしまいそう」という理由から避け、『3年奇面組』のキャラクターに毎年きちんと年をとらせることとした。また中盤では、奇面組の後輩である唯や千絵と同じ教室でストーリーを展開させるために、奇面組を落第・留年させることで同学年になるように調整された。その際、骨組を除く各集団も留年させている。
奇面組が作中2回目の受験をした際には、何とかつじつまを合わせて奇面組と唯・千絵を同じ一応高校に通わせることに成功、晴れて『ハイスクール!奇面組』として続けてゆくことになった。その際、主要な教師陣も一応高校の教師として異動している。
新沢はのちに「（読者からは）『3年奇面組』は“ギャグ”で『ハイスクール!奇面組』は“コメディ”という意見もあって、確かにそういう見方もできる。『3年奇面組』の頃はまだ漫画のノウハウも全然知らず、ノリとテンションのみでだけで頭に思い浮かんだキャラクター、ネタ、イメージを動かしていたんですよ」と語っている。

### ハイスクール!奇面組（高校進学後）
奇面組の高校時代を描いた作品。便宜上『3年奇面組』の続編に位置する。登場キャラクターの入れ替えや制服の変更などが行なわれたほか、これまで集団で動いていたキャラクターを独立させて描いたり、「帰宅部」の奇面組が各クラブに挑戦するエピソードが多く描かれるようになった。新沢も「『ハイスクール!奇面組』になってからは読者にわかりやすくすることを心がけ、（つまらない話を平気で描いてしまわないように）一話ごとに自分で描いていて何かひとつだけでも満足できるようにチャレンジするようになったんです」と語っている。

#### タイムワープ設定
当初『ハイスクール!奇面組』は、時間の経過どおりに描いて1985年（昭和60年）3月の高校卒業で完結させる予定であった。しかし、「This is 卓球boy!の巻」の冒頭で唐突にタイムワープによって1年前（1984年）の春にストーリー時間が巻き戻される。これは、新沢が終了したい意向を担当に伝えたものの話を上層部に通してもらえず、「人気と余力があるうちは続けてほしい」と言われて連載継続を余儀なくされたためである。
もともと、奇面組たちの高校卒業後を描くつもりがなかった新沢は、苦肉の策として「作者がタイムマシン『集英号』に乗って1年前に戻り、再び3年生の頃の話を描く」という手法で切り抜けることとなった。あくまで同じ年の違った出来事を拾い出すという体裁のため、重複した事件や行事の話などはないが、後付けの形で多くの新しいキャラクターが登場した。

#### アニメ化後、最終回に至るまで
最初の連載継続を決定してからほどなくして、新沢のもとへ3度目のアニメ化のオファーが舞い込んだ（それまでは断っていた。後述の「アニメ版」の項を参照）。これを承諾したことで必然的に翌年も続けざるを得なくなり、タイムワープを繰り返す中で連載は終わりどころを失ってしまう。新沢は当時の迷走期について、のちに「何度も（ストーリーの）同じ年度を繰り返すことになって、正直つらかった」と語る。
持病の腰痛が悪化する一方でだんだん締め切りに遅れるようになり、さらに1987年（昭和62年）5月中旬にはアシスタントを担当していた佐藤正が『燃える!お兄さん』でメジャーデビューして独立した。このためアシスタント不足にも悩まされ、橘ハナ子が初登場した回（週刊少年ジャンプ1987年4月13日18号）からの巻末コメントはほとんどが編集担当の長谷川によるアシスタント募集のアナウンスだったほどである。
やがて新沢の腰痛が極限に達し、ついに『週刊少年ジャンプ』1987年5月25日24号、6月1日25号と2週にわたり原稿を落とせざるを得なくなった。それをきっかけに集英社の上層部との話し合いの場が設けられ、休養をはさんだあとに単行本穴埋め用の2話と奇面組の卒業後の話を描いたラスト3話の計5回を描いて連載終了という話に落ち着いた。ラスト3話はタイムワープ設定を持ち出す前からすでに新沢が大まかに用意していたものだったが、引越しのごたごたでネーム（コンテ）を丸々紛失してしまい、実際には思い出しながら描いていたという。

#### 最終回の「夢オチ」騒動
1987年7月6日発売の『週刊少年ジャンプ』30号掲載分「さらば奇面組の巻」をもって、『3年奇面組』以来7年近く続いた『ハイスクール!奇面組』の連載は終了した。
この最終回のラストシーンは、社会人になった唯が出勤途中で偶然（?）通りかかった零の自転車に乗せてもらっているところで、いつの間にか一応中時代に戻っていた、というものであった。そして唯の「『奇面組』は自分の空想だったのかもしれないが、彼らはきっといると信じたい」という旨のモノローグが添えられつつ、千絵と校舎の廊下を歩いているカットでストーリーが終わっている。これに対し、新沢はのちに雑誌インタビューにて「正直、（あの最終回を）夢オチと言われるのは心外」と語っている。
また、新沢は『帰ってきたハイスクール!奇面組』において、「最後は（空想なのか、正夢なのか）どっちとも取れるように描いたつもりだったんですが、悪いふうにしか取られなかった。愛蔵版の単行本では、描かないとわかりにくいかなと思って走ってくる零くんの影を描き足した」とも語っており、平成になってから発売された愛蔵版および文庫版の最終回では、ラストのコマに『3年奇面組』第1話の冒頭と同様にトンカツをくわえて廊下を駆けてくる一堂零のシルエットが加筆されている。
なお、アニメ版については連載終了後の1987年9月26日まで放映された。

## リバイバル版
80年代ブームが始まると、「80年代を象徴するギャグマンガ」として以下の作品を12年ぶりの新作として発表する。
- 『ハイスクール!奇面組 世紀末編』ラッシーウィーンの巻（1999年、ワールドフォトプレス『コミック★フィギュア王』掲載）
- 『帰ってきたハイスクール!奇面組』はじめての番台の巻（2000年、マガジンハウス『POPEYE』599号（11月27日号）掲載、以下「POPEYE本誌」）
- 『POPEYE増刊 帰ってきたハイスクール!奇面組』（2000年、マガジンハウス、以下「ムック本」）
  - 上記2話のほか、新作として「はじめてのビキニの巻」、「はじめてのお宅訪問の巻」、「はじめての新車（ニューカー）の巻」、そして「はじめてのおつかいの巻」を掲載。
  - この描き下ろしに際し、かつてのアシスタントだった佐藤正も手伝いに関わっている[12]ほか、当時同じマガジンハウスから刊行されていた『鳩よ!』より編集部が協力に関わっている。

これらは『ハイスクール!奇面組』の外伝に位置づけられ、同じ時間軸（非パラレルワールド）ではあるが従来のエピソードと重複した話はない。
またPOPEYE本誌やムック本においては、欄外に「新沢先生の作品が読めるのはマガジンハウスだけ!?」とメッセージが書かれた。
ちなみに『帰って来た〜』は2004年、後述のトラブルを経て、集英社から改めて刊行されており、現在でも電子書籍で購入可能となっている。

### 原稿紛失問題
一方で、上記の『帰ってきたハイスクール!奇面組』の際に使用された原稿が丸々紛失されるというトラブルが発生し、それに対する編集者の態度に激怒した新沢は、2003年に原稿料と慰謝料合わせて610万円の損害賠償を求めて係争を起こした。なお、その紛失したといわれる原稿については掲載された各誌発行の際の印刷時に保存されていたデータから復元し、後日集英社から単行本として一括掲載されている（後述）。

## フラッシュ!奇面組
2001年にエニックス（後のスクウェア・エニックス）『月刊少年ガンガン』にて『フラッシュ!奇面組』が連載開始（この際、タイトルロゴは変更されている）。留年直後の中学3年生から再度描き直されているが、服装や一部のキャラクターの髪型などが現代風にアレンジされるほか、ストーリーなどにおける設定変更が行われている。また、高校進学後の流れは現実より遅くなっている。
しかし新沢の健康状態から休載が多く、2005年6月号を最後に連載は途絶えた。単行本もガンガンコミックスとして3巻まで刊行されたが、2005年6月号掲載の「秋はやっぱり○○の秋!?の巻」は単行本未収録となっている。

## 番外編
本編と直接関わりのない番外編もいくつか存在する。特にワラトルマンの「ウルトラ編」はアニメ化されなかったが、シリーズ化され不定期に何度か登場した。『ヤングジャンプ増刊 シゴト魂』（2005年11月5日増刊号）にもワラトルマンの読切「ワラトルマン〜やっつけ隊のお仕事〜」が掲載された。

### 主な作品
下記に掲げるほか、いくつか単行本収録のショートストーリー作品がある。
- ちょっとSFシリーズ「チトタリン王国SOS」（連載1周年記念）
- 「ひまわり・ちゅ〜りっぷ」
- 刑事編「7人の刑事くん太陽にハングマン」（連載100回記念）
  - タイトルの由来：『七人の刑事』＋『刑事くん』＋『太陽にほえろ!』＋『ザ・ハングマン』
- 「荒野のガンマン暁に野獣死すべし!」
  - 一応高の文化祭で上映された8mm映画という設定の劇中劇。
  - タイトルの由来：『荒野のガンマン』＋『野獣暁に死す』＋『野獣死すべし』
- 「怪傑豪くんマン」
  - 冷越豪が主役のショートストーリー。
  - 本作単行本のほか、短編集「古代さん家の恐竜くん」にも収録。短編集には読み切り作品も収録。
- 「千絵ちゃん仮面」
  - 宇留千絵が主役のショートストーリー。

### ウルトラ編
連載200回記念として始まった、『ウルトラマン』のパロディーシリーズ。
怪獣退治を任務とする「宇宙科学防衛警備 一応秘密武装怪奇とにかく怪獣やっつけ隊」、通称「やっつけ隊」。
隊長は事代作吾。参謀兼科学者の陸奥五郎は多くの武器や戦闘用マシンを開発するが、怪獣相手には所詮通用しないものばかり（途中から少しはましになる）の役立たず集団で、一般市民からも物笑いの種にされることも珍しくない。隊員は奇面組と河川唯、宇留千絵。
その中でもダメ隊員としてお荷物扱いされている一堂零は、いざとなると特殊乾電池（太陽電池）を使用し「ワラトルマン」に変身、怪獣と対決する。
このシリーズ限定で登場するキャラクターおよび怪獣に関しては、ワラトルマンとやっつけ隊編の登場キャラ・怪獣を参照。

## 書誌情報

### 単行本
- 新沢基栄 『3年奇面組』 集英社〈ジャンプ・コミックス〉、全6巻
  1. 「奇面組登場 HOW MANYへんな顔!?の巻」1981年8月10日発売[14]、ISBN 4-08-851341-X
  2. 「校内バスケット大会の巻」1981年11月10日発売[15]、ISBN 4-08-851342-8
  3. 「レッツゴー！修学旅行の巻」1982年3月10日発売[16]、ISBN 4-08-851343-6
  4. 「必殺!水泳大会の巻」1982年7月9日発売[17]、ISBN 4-08-851344-4
  5. 「一応中学校体育祭の巻」1982年10月8日発売[18]、ISBN 4-08-851345-2
  6. 「さらば一応中の巻」1983年1月8日発売[19]、ISBN 4-08-851346-0
- 新沢基栄 『ハイスクール！奇面組』 集英社〈ジャンプ・コミックス〉、全20巻
  1. 「新学期・必殺自己紹介の巻」1983年4月8日発売[20]、ISBN 4-08-851347-9
  2. 「暮らすメイトキャンプの巻」1983年7月8日発売[21]、ISBN 4-08-851348-7
  3. 「ちょっとおよバレーしますの巻」1983年10月7日発売[22]、ISBN 4-08-851349-5
  4. 「ハジのかき初めの巻」1983年12月8日発売[23]、ISBN 4-08-851350-9
  5. 「宿敵・春曲 鈍接近！の巻」1984年2月10日発売[24]、ISBN 4-08-851351-7
  6. 「海は変態の巻」1984年4月10日発売[25]、ISBN 4-08-851352-5
  7. 「いでよ必殺技！の巻」1984年7月10日発売[26]、ISBN 4-08-851353-3
  8. 「変態こじき王子の巻」1984年12月7日発売[27]、ISBN 4-08-851354-1
  9. 「怒りの五重の塔の巻」1985年3月8日発売[28]、ISBN 4-08-851355-X
  10. 「エンジョイ教師来る!の巻」1985年6月10日発売[29]、ISBN 4-08-851356-8
  11. 「悪夢のいち夜の巻」1985年9月10日発売[30]、ISBN 4-08-851357-6
  12. 「5人の悪魔の巻」1986年2月10日発売[31]、ISBN 4-08-851358-4
  13. 「音成家の人びとの巻」1986年5月9日発売[32]、ISBN 4-08-851359-2
  14. 「きみの手料理が…の巻」1986年8月8日発売[33]、ISBN 4-08-851360-6
  15. 「校内異種格闘技戦の巻」1986年12月5日発売[34]、ISBN 4-08-851365-7
  16. 「新学期 好き好き零さま!?の巻」1987年2月10日発売[35]、ISBN 4-08-851366-5
  17. 「野望の地下室の巻」1987年4月10日発売[36]、ISBN 4-08-851367-3
  18. 「ラッシーはシンデレラ!?の巻」1987年8月10日発売[37]、ISBN 4-08-851368-1
  19. 「ねらわれた一堂家の巻」1987年12月4日発売[38]、ISBN 4-08-851369-X
  20. 「さらば奇面組の巻」1988年2月10日発売[39]、ISBN 4-08-851370-3
- 新沢基栄 『帰ってきたハイスクール！奇面組』 集英社〈ジャンプ・コミックス デラックス〉、2004年2月4日発売[40]、ISBN 4-08-859419-3
  - 前述のマガジンハウスムック本からの再録。新沢はカバー見返しの著者コメントにて原稿紛失のトラブルについて触れ、本作は「帰ってきた『帰ってきたハイスクール!奇面組』」であると皮肉っている。
- 新沢基栄 『フラッシュ！奇面組』 スクウェア・エニックス〈ガンガンコミックス〉、全3巻
  1. 2002年8月22日発行、ISBN 4-7575-0735-6
  2. 2003年8月22日発行、ISBN 4-7575-0981-2
  3. 2005年8月22日発行、ISBN 4-7575-1475-1

### ジャンプコミックスセレクション版
- 新沢基栄 『3年奇面組』 ホーム社〈ジャンプコミックスセレクション〉、全4巻
  1. 「奇面組登場how manyへんな顔!?の巻)」1995年1月24日発行、ISBN 4-8342-1421-4
  2. 「レッツゴー！修学旅行の巻」1995年2月22日発行、ISBN 4-8342-1422-2
  3. 「一応中学校体育祭の巻」1995年3月22日発行、ISBN 4-8342-1423-0
  4. 「さらば一応中の巻」1995年4月24日発行、ISBN 4-8342-1424-9
- 新沢基栄 『ハイスクール！奇面組』 ホーム社〈ジャンプコミックスセレクション〉、全13巻
  1. 「新学期・必殺自己紹介の巻」1995年5月発行、ISBN 4-8342-1425-7
  2. 「ちょっとおよバレーしますの巻」1995年6月発行、ISBN 4-8342-1426-5
  3. 「宿敵・春曲鈍接近！の巻」1995年7月発行、ISBN 4-8342-1427-3
  4. 「海は変態の巻」1995年8月発行、ISBN 4-8342-1428-1
  5. 「いでよ必殺技！の巻」1995年9月発行、ISBN 4-8342-1429-X
  6. 「怒りの五重の塔の巻」1995年10月発行、ISBN 4-8342-1430-3
  7. 「悪夢のいち夜の巻」1995年11月発行、ISBN 4-8342-1431-1
  8. 「5人の悪魔の巻」1995年12月発行、ISBN 4-8342-1432-X
  9. 「音成家の人びとの巻」1996年1月発行、ISBN 4-8342-1433-8
  10. 「校内異種格闘技戦の巻」1996年2月発行、ISBN 4-8342-1434-6
  11. 「新学期好き好き零さま!?の巻」1996年3月発行、ISBN 4-8342-1435-4
  12. 「ねらわれた一堂家の巻」1996年4月発行、ISBN 4-8342-1436-2
  13. 「さらば奇面組の巻」1996年5月発行、ISBN 4-8342-1437-0

### 文庫版
- 新沢基栄 『3年奇面組』 集英社〈集英社文庫〉、全4巻
  1. 2001年9月発行、ISBN 4-08-617741-2
  2. 2001年9月発行、ISBN 4-08-617742-0
  3. 2001年11月発行、ISBN 4-08-617743-9
  4. 2001年11月発行、ISBN 4-08-617744-7
- 新沢基栄 『ハイスクール！奇面組』 集英社〈集英社文庫〉、全13巻
  1. 2001年12月12日発売[41]、ISBN 4-08-617745-5
  2. 2001年12月12日発売[42]、ISBN 4-08-617746-3
  3. 2002年1月18日発売[43]、ISBN 4-08-617747-1
  4. 2002年1月18日発売[44]、ISBN 4-08-617748-X
  5. 2002年2月15日発売[45]、ISBN 4-08-617749-8
  6. 2002年2月15日発売[46]、ISBN 4-08-617750-1
  7. 2002年3月15日発売[47]、ISBN 4-08-617751-X
  8. 2002年3月15日発売[48]、ISBN 4-08-617752-8
  9. 2002年4月18日発売[49]、ISBN 4-08-617753-6
  10. 2002年4月18日発売[50]、ISBN 4-08-617754-4
  11. 2002年5月17日発売[51]、ISBN 4-08-617755-2
  12. 2002年5月17日発売[52]、ISBN 4-08-617756-0
  13. 2002年5月17日発売[53]、ISBN 4-08-617757-9

### 廉価版

#### 集英社
- 新沢基栄 『ハイスクール！奇面組＋』 集英社〈集英社ジャンプリミックス〉、全7巻
  1. 「俺達は普通のミカンじゃない!! 奇面組高校入学の巻」、ISBN 978-4-08-113172-3
  2. 「太陽にハングマン!? 刑事奇面組の巻」、ISBN 978-4-08-113177-8
  3. 「飛び出せ変態!? 熱血教師事代作吾の巻」、ISBN 978-4-08-113181-5
  4. 「遊ぶ星からの変態！ 奇面組の巻」、ISBN 978-4-08-113186-0
  5. 「花嫁衣装を増代着る!? 結婚式大騒動の巻」、ISBN 978-4-08-113190-7
  6. 「お前はもう笑っている!! 決戦！五重の塔の巻」、ISBN 978-4-08-113195-2
  7. 「エンジョイvs熱血！ すくーるうぉ～ずの巻」、ISBN 978-4-08-113199-0

#### 宙出版
- 新沢基栄 『ハイスクール！奇面組』 宙出版〈ミッシィコミックス〉、全9巻
  1. 「自転車通学仮免!?の巻」2018年2月23日発売、ISBN 978-4-7767-4644-7
  2. 「ハジのかき初めの巻」2018年2月23日発売、ISBN 978-4-7767-4658-4
  3. 「変態は超能力の巻」2018年3月23日発売、ISBN 978-4-7767-4664-5
  4. 「図書室はてんやわんや!の巻」2018年3月23日発売、ISBN 978-4-7767-4665-2
  5. 「やっつけ隊出動せよ!の巻」2018年4月23日発売、ISBN 978-4-7767-4685-0
  6. 「奇面組入門希望者の巻」2018年4月23日発売、ISBN 978-4-7767-4686-7
  7. 「きみの手料理が…の巻」2018年5月23日発売、ISBN 978-4-7767-4705-5
  8. 「漫画家訪問の巻」2018年5月23日発売、ISBN 978-4-7767-4707-9
  9. 「春!桜の木の下で…の巻」2018年6月23日発売、ISBN 978-4-7767-4726-0

### 関連書籍
- 『奇面組解体全書』2002年4月発行、ISBN 4-8342-1683-7

## 電子書籍
上記のうち、『3年』『ハイスクール!』全巻（いずれもJC版）および『フラッシュ!』全巻がマンガ図書館Zより電子書籍として配信されていたが、2017年3月12日をもって取り下げとなった。
また2014年からは、TORICOが運営する「漫画全巻ドットコム」よりアプリ版が「奇面組シリーズ」として配信されている（JC版全巻および『フラッシュ!』全巻のほか、ムック本『帰ってきた』を加えた全30巻）。
現在、他社で刊行された「フラッシュ！」を含めた全シリーズとも『ジャンプコミックス・デジタル』として電子書籍化されており、電子書籍サイトで入手可能。

## 出身地・新潟県での展開
当作品の原作者・新沢は新潟県の柏崎市の出身である。新潟県での本作に対する取り組みは以下のとおりである。

### 新潟日報でのコラボレーション
2012年11月3日（文化の日）、地元新聞『新潟日報』第752号別刷として、「創刊70周年特集 漫画家が描くふるさと新潟 新潟マンガ王国」が折り込まれた。
広告タイアップ紙面では、トーヨータイヤの広告が本作とのコラボレーションとして掲載され、奇面組の5人と唯・千絵が登場した（零と唯が前面に、豪たちと千絵がバックに描かれている）。

### 新潟市としての取り組み
新潟市は2012年3月に「マンガ・アニメを活用したまちづくり構想」を策定し、振興事業として「マンガ・アニメのまち にいがた」を推進している。当作品としての取り組みは以下のとおりである。

#### 新潟市マンガの家
2013年2月23日、同市中央区に「新潟市マンガの家」が開館した。
館内には「ギャグマンガゾーン」が設けられ、新沢の作品に関する展示が以下の形で行なわれている。
- キャラクター等身大フィギュア - 奇面組の5人をあしらったフィギュアが展示
- 作品・作者紹介コーナー - 新沢のプロフィールおよび作品を紹介

#### 電子ペーパー搭載中づり広告
この「マンガ・アニメのまち にいがた」と連携し、電子ペーパー搭載の「次世代型中づり広告」の実証実験が同年6月5日から7月4日まで、JR東日本企画と大日本印刷の合同企画として行なわれた。
この広告は、JR東日本新潟支社エリア管内の路線（信越線、白新線、越後線、羽越線）を走行するE127系の車内にて掲示され（一編成のみ）、その中で、新潟ゆかりの漫画家の作品として新沢の『ハイスクール!奇面組』全13話（JC第1巻）が使用された。

## アニメ版
1985年10月12日から1987年9月26日まで、フジテレビ系列局（フジサンケイグループ）を含むFNS各局にてテレビアニメが放送された。放送時間は毎週土曜 19:30 - 20:00 （日本標準時）。
アニメ放送開始前にコミックスにてアニメ化の告知が掲載され、新沢は「反対派の意見もあるだろうが、自分なりによく考えた結果だ」とコメントしている。また、原作終了後に近況報告をコミックスに掲載した際、「アニメ化は3度目のオファーでOKしたが、それ以前は諸事情により断った」とも語っている。一方で放送開始前に新沢は「3年奇面組を描いていたころからアニメになって、キャラクターたちがうごいてくのを見たいとずっと思っていました」とのコメントを寄せている。
新沢はアニメ化にあたり、スタッフに対する指示を兼ねて自らあらためて設定資料を描き下ろしている。設定資料はスタッフ側から依頼された際、アニメに必要な設定がどの程度なのかわからず、主要キャラクターごとの全身、後ろ姿、顔の正面・斜め・横（表情に至っては喜怒哀楽など7 - 8パターン）の各アングルや、役どころや性格などの詳細を記したプロフィール、キャラクター同士の立ち位置に関する注意などを描いて渡したところ、スタッフに「こんなに細かい指定をされたのは初めてです」と驚かれたという。
開始当初にアニメ制作を担当していた土田プロダクションが経営危機に陥ったため、同社に所属していたスタッフにより立ち上げられたスタジオコメットが実制作を引き継いだ。この際にスタジオぎゃろっぷがその応援として、第8話から第26話までの一部の話を制作した。また、スタジオライブも第13話以降の一部の回に制作参加しており、同社社長の芦田豊雄も参加したことがある。
制作当初は高校設定として『ハイスクール!奇面組』のエピソードから始まる予定だったが、新沢の要望により、そのままではキャラクターの関係がわからなくなるため、最初の5回は『3年奇面組』を原作とした中学時代のエピソードとなった。その際、新沢が『3年奇面組』とうまくつながるように簡単な脚本的なものを書き下ろしており、のちに新沢は「こういう出だしなら終わりもまたループしてここにつながるのかな」と、原作における最終回の構想のヒントになったことを明かしている。『バレーボールワールドカップ』の中継で約1か月の中断を経て本編に突入した。なお、その後もプロ野球中継（主に明治神宮野球場のヤクルト戦）や『ひょうきんスペシャル』で休止することがあった。
最終回は、事故で頭を強打した一堂零の人格が一変して「奇面組を解散して生真面目組を結成する」と言い出して周囲を困惑させるアニメオリジナルで、ラストでは生徒会長に立候補した零が講堂の壇上で生真面目組の結成を全校生徒に発表しようとするが、再度頭を強打して人格が元に戻り「奇面組は永遠に不滅です!」と宣言して締められた。
放送時間の制約および後続の番組編成上の関係もあり、他作品のように独立した次回予告コーナーではなく、EDラストにて予告テロップを表示するという形式だった。なお、初代ED「女学生の決意」の場合は、後半に「今日のハイライト…」が2コーラスをバックに映し出され、その最後に予告表示という流れだった。
最高視聴率24.3%。平均視聴率は全86回で19.2%。この枠は1980年3月に『欽ちゃんのドンとやってみよう!』が終了した後、どの番組も視聴率低迷のため半年以内で打ち切られている鬼門枠と化していたが、本作でようやく低迷期に終止符を打つことができた。
サウンドトラック盤『ハイスクール!奇面組』（キャニオン C25G-0411）はオリコンLPチャートで最高4位を記録した。

### 試写会
放送開始2日前の1985年10月10日に、東京都内にてアニメの第1話試写会が行なわれた。

### スタッフ
- 企画 - 土屋登喜蔵
- 原作 - 新沢基栄（集英社刊『週刊少年ジャンプ』連載）
- チーフディレクター - 福富博
- キャラクターデザイン・作画監督 - 金沢比呂司（スタジオぎゃろっぷ担当回のメイン作画監督は辻初樹）
- 美術監督 - 古谷彰（スタジオぎゃろっぷ担当回は小林七郎）
- 編集 - 岡安肇
- 音楽 - 菊池俊輔
- オーディオディレクター - 斯波重治
- プロデューサー - 片岡義朗、原田一男・茂垣弘道（スタジオぎゃろっぷ担当回は酒井澄）
- 撮影監督 - 福田岳志、金子仁（スタジオぎゃろっぷ担当回は枝光弘明）
- 制作協力 - 土田プロダクション（ - 第7話）、スタジオコメット（第9話 - ）、スタジオぎゃろっぷ（第8話 - 第26話の一部、第85話[注 12]）
- 制作 - フジテレビ、NAS（日本アドシステムズ）

また、キャスティングの協力を青二プロダクションが務めている。

### 主題歌・挿入歌
テーマソングのためのタイアップとして、当時の人気アイドルグループ「おニャン子クラブ」に所属していた高井麻巳子と岩井由紀子（ゆうゆ）の2人で結成された“うしろゆびさされ組”を抜擢。秋元康&後藤次利のゴールデンコンビ提供の曲（一部を除く）ということもあり、次々とヒットを飛ばした。
1987年3月限りで高井麻巳子がおニャン子クラブを卒業するのに伴い“うしろゆびさされ組”は解散となるが、その直前に放送されたアニメ第63話Bパート「うしろゆびさされ組の卒業式ジャック」に本人キャラクターが登場し、ライブを行なう。また原作では、パロディキャラクターの「うしろまわし蹴り炸裂組」が登場している。
うしろゆび解散後は、同じくおニャン子クラブ所属の工藤静香・生稲晃子・斉藤満喜子による“うしろ髪ひかれ隊”が最終回までの曲を歌った。

#### オープニングテーマ
「主題歌」クレジットでは、いずれも「おニャン子クラブ」の名が冠されている。
「うしろゆびさされ組」（第1話 (1985年10月12日) - 第23話 (1986年4月19日) ）
作詞 - 秋元康 / 作曲 - 後藤次利 / 編曲 - 佐藤準 / 歌 - うしろゆびさされ組
第63話Bパート「うしろゆびさされ組の卒業式ジャック」ではライブとして披露。
「象さんのすきゃんてぃ」（第24話 (1986年5月3日) - 第36話 (8月23日) ）
作詞 - 秋元康 / 作曲・編曲 - 後藤次利 / 歌 - うしろゆびさされ組
この時点より、OP最後にクレジットされる「フジテレビ」のフォントが変更され、現在もロゴマークとして使われている「目玉マーク」つきになっている。
「渚の『・・・・・』（なぎさのかぎかっこ）」（第37話 (1986年8月30日) - 第49話 (11月29日) ）
作詞 - 秋元康 / 作曲・編曲 - 後藤次利 / 歌 - うしろゆびさされ組
この時点より、『ハイスクール!奇面組』のタイトルロゴが小型タイプになっている。
「技ありっ!」（第50話 (1986年12月6日) - 第59話 (1987年2月14日) ）
作詞 - 秋元康 / 作曲・編曲 - 後藤次利 / 歌 - うしろゆびさされ組
「かしこ」（第60話(1987年2月21日) - 第65話 (3月28日) ）
作詞 - 秋元康 / 作曲・編曲 - 後藤次利 / 歌 - うしろゆびさされ組
この時点より、『ハイスクール!奇面組』のタイトルロゴが枠で囲まれたものになっている。
「時の河を越えて」（第66話 (1987年4月11日) - 第78話 (7月11日) ）
作詞 - 秋元康 / 作曲・編曲 - 後藤次利 / 歌 - うしろ髪ひかれ隊
「あなたを知りたい」（第79話 (1987年7月25日) - 第86話 (9月26日) ）
作詞 - 秋元康 / 作曲・編曲 - 後藤次利 / 歌 - うしろ髪ひかれ隊

#### エンディングテーマ
「女学生の決意」（第1話 - 第8話）
作詞 - 秋元康 / 作曲 - 西崎憲 / 編曲 - 山川恵津子 / 歌 - うしろゆびさされ組
第38話前半パート「お慕いします事代先生」でも挿入歌として使用。
「バナナの涙」（第9話 - 第23話）
作詞 - 秋元康 / 作曲・編曲 - 後藤次利 / 歌 - うしろゆびさされ組
なお、同EDで使用されているのは2番歌詞である。
「猫舌ごころも恋のうち」（第24話 - 第36話）
作詞 - 秋元康 / 作曲・編曲 - 後藤次利 / 歌 - うしろゆびさされ組
なお同曲は、本作劇場版と同時期に公開された『子猫物語』のキャンペーンソングにもなっている。
「のっとおんりぃ★ばっとおるそう」（第37話 - 第49話）
作詞 - 秋元康 / 作曲・編曲 - 後藤次利 / 歌 - うしろゆびさされ組
「ちょっと辛いあいつ」（第50話 - 第59話）
作詞 - 秋元康 / 作曲 - 長畠ぜんじ / 編曲 - 矢島賢 / 歌 - 息っ子クラブ
奇面組主題歌の中では唯一の男性曲である。なお、2010年に後藤邑子がアルバム『ごとそん』でこの曲をカバーしている。
またこの時点より、クレジットフォントが変更されているほか、OP時の「主題歌」クレジットとは別に「エンディングテーマ」クレジットが追加されている。
「ピタゴラスをぶっとばせ」（第60話 - 第65話）
作詞 - 沢ちひろ / 作曲・編曲 - 後藤次利 / 歌 - うしろゆびさされ組
「うしろ髪ひかれたい」（第66話 - 第78話）
作詞 - 秋元康 / 作曲・編曲 - 後藤次利 / 歌 - うしろ髪ひかれ隊
「立つ鳥跡を濁さず」（第79話 - 第86話）
作詞 - 秋元康 / 作曲・編曲 - 後藤次利 / 歌 - うしろ髪ひかれ隊

#### 挿入歌
「あぶないサ・カ・ナ」
作詞 - 沢ちひろ / 作曲・編曲 - 芹澤廣明 / 歌 - うしろゆびさされ組
第33話「全員出席せよ・水着も光る夏の臨海学校」にて使用。
「泣く子も笑う奇面組」
作詞 - 小山高男 / 作曲・編曲 - 山本正之 / 歌 - 奇面組ファイブ
劇中で曲の一部がテレビ音声という形で流れた。
「ちょっと言わせて」
作詞 - 伊藤アキラ / 作曲・編曲 - 佐藤健 / 歌 - 松井菜桜子
第45話「おいでやす!京都・奈良への修学旅行」にて使用（千絵がバス車内で歌うという設定）。
「恋はコットン」
作詞 - 伊藤アキラ / 作曲・編曲 - 佐藤健 / 歌 - 高橋美紀
劇場版第2パート「臨海学校・永遠なる遠泳」にて使用。

### 各話リスト
- リスト上の「中学編」「高1編」「高2編」「高3編」とは便宜上分けたもの（奇面組の在籍時における区分）であり、正式なタイトルではない。
- サブタイトルは各話ともに冒頭に表示。ただし例外として、第85話「緊急指令!全員集合せよ!!」（総集編）[注 13]については演出の関係上最後に表示。
- 原作とは異なり、サブタイトルの末尾に「の巻」とはつかない。
- 「収録巻」欄の「3年」は『3年奇面組』、「HS」は『ハイスクール!奇面組』。ただし、原作準拠の回でも一部相違点が見られる（中学での話が高校での話になるなど）。
- 各話のうち、第63話後半「うしろゆびさされ組の卒業式ジャック」から第72話後半「奇面組ニューリーダーは誰だ!」までは、サブタイトルフォントが細字の角ゴシック体になっている（通常は太字の丸ゴシック体）。

#### 中学編（『3年奇面組』編）
| 放送日          | 話数 | サブタイトル                           | 脚本     | 絵コンテ | 演出     | 作画監督   | 収録巻        |
| --------------- | ---- | -------------------------------------- | -------- | -------- | -------- | ---------- | ------------- |
| 1985年 10月12日 | 1    | へんな顔だーいスキ でた!奇面フラッシュ | 小山高男 | 福富博   | 福富博   | 金沢比呂司 | 3年1巻        |
| 10月19日        | 2    | 秘（まるひ）いかりの正義感テスト       | 小山高男 | 白土武   | 三沢伸   | 金沢比呂司 | 3年1巻 3年2巻 |
| 10月26日        | 3    | めざせ甲子園!? 超人変態ベースボール    | 寺田憲史 | 山寺昭夫 | 高林久弥 | 金沢比呂司 | HS1巻         |
| 11月2日         | 4    | 冬休み前の試練                         | 柳川茂   | 森脇真琴 | 三沢伸   | 金沢比呂司 | 3年4巻        |
| 11月2日         | 4    | 寒中お見舞い申しあげます               | 柳川茂   | 三沢伸   | 三沢伸   | 金沢比呂司 | 3年2巻        |
| 11月9日         | 5    | 高校一直線! もう落第はごめんだ         | 小山高男 | 松島明子 | 高林久弥 | 一川孝久   | 3年6巻        |

#### 高1編
| 放送日         | 話数 | サブタイトル                                  | 脚本     | 絵コンテ | 演出     | 作画監督   | 収録巻 |
| -------------- | ---- | --------------------------------------------- | -------- | -------- | -------- | ---------- | ------ |
| 1985年 12月7日 | 6    | ピッカピカ!! 生徒も教師も一年生               | 小山高男 | 棚橋一徳 | 三沢伸   | 金沢比呂司 | HS1巻  |
| 1985年 12月7日 | 6    | あまのじゃくな女の午後                        | 小山高男 | 棚橋一徳 | 三沢伸   | 金沢比呂司 | HS1巻  |
| 12月14日       | 7    | ああ!!低レベル 校内バスケット大会             | 柳川茂   | 松島明子 | 藤川茂   | 一川孝久   | 3年2巻 |
| 12月21日       | 8    | 恐怖の自転車チキンレース                      | 小山高男 | 森脇真琴 | 渡部高志 | 辻初樹     | HS1巻  |
| 12月21日       | 8    | マネしちゃいけない イタズラ電話               | 小山高男 | 高林久弥 | 渡部高志 | 辻初樹     | HS4巻  |
| 1986年 1月4日  | 9    | ハジのかき初め! 新春カルタ大会                | 寺田憲史 | 松島明子 | 三沢伸   | 金沢比呂司 | HS4巻  |
| 1986年 1月4日  | 9    | よろしく!迷犬ラッシー!?                       | 寺田憲史 | 三沢伸   | 三沢伸   | 金沢比呂司 | HS6巻  |
| 1月11日        | 10   | 満月に吠えろ! オオカミ少年のジョー!!          | 柳川茂   | 高林久弥 | 高林久弥 | 金沢比呂司 | HS3巻  |
| 1月18日        | 11   | 親切心のギャグ効果                            | 島田満   | 池田成   | 池田成   | 辻初樹     | HS2巻  |
| 1月18日        | 11   | 身も凍る!雪上大決戦                           | 島田満   | 棚橋一徳 | 渡部高志 | 辻初樹     | 3年6巻 |
| 1月25日        | 12   | 世紀の校内マラソン必勝法!!                    | 小山高男 | 森脇真琴 | 渡部高志 | 辻初樹     | HS4巻  |
| 2月1日         | 13   | ラブコメしてますか? 唯ちゃん恋人募集中        | 島田満   | 三沢伸   | 三沢伸   | 近永健一   | HS1巻  |
| 2月1日         | 13   | 全員銭湯配置につけ!                           | 寺田憲史 | 三沢伸   | 三沢伸   | 近永健一   | HS3巻  |
| 2月8日         | 14   | 男はつらいよ!? 迷犬ラッシーのマドンナ争奪戦!! | 小山高男 | 福富博   | 渡部高志 | 辻初樹     | HS9巻  |
| 2月8日         | 14   | かってにバレンタイン                          | 島田満   | 水谷貴哉 | 渡部高志 | 辻初樹     | HS8巻  |
| 2月15日        | 15   | ときめき千絵ちゃん早春恋愛記                  | 寺田憲史 | 藤川茂   | 藤川茂   | 金沢比呂司 | 3年5巻 |
| 2月15日        | 15   | ライバル!春曲鈍接近                           | 寺田憲史 | 藤川茂   | 藤川茂   | 金沢比呂司 | HS5巻  |
| 2月22日        | 16   | 変態サッカー!? 逆転秘技シャトルループ         | 小山高男 | 渡部高志 | 渡部高志 | 辻初樹     | HS5巻  |
| 3月1日         | 17   | 春一番!? 純情・熱血先生がやって来た!!         | 柳川茂   | 高林久弥 | 高林久弥 | 近永健一   | HS4巻  |
| 3月8日         | 18   | 人さわがせな転入生                            | 寺田憲史 | 池田成   | 高本宣弘 | 辻初樹     | HS5巻  |
| 3月8日         | 18   | 奇面組スパイ大作戦                            | 小山高男 | 渡部高志 | 渡部高志 | 辻初樹     | HS8巻  |
| 3月15日        | 19   | さらば豪くん                                  | 寺田憲史 | 三沢伸   | 三沢伸   | 金沢比呂司 | HS8巻  |
| 3月15日        | 19   | 春の定期ヘンタイ度検査                        | 小山高男 | 三沢伸   | 三沢伸   | 金沢比呂司 | HS5巻  |
| 3月22日        | 20   | お見合いゲキメツ作戦                          | 柳川茂   | 木上益治 | 池田成   | 辻初樹     | HS11巻 |
| 3月22日        | 20   | 春休み鈍ちゃん家(ち) ドンチャンさわぎ!        | 柳川茂   | 渡部高志 | 渡部高志 | 辻初樹     | HS8巻  |
| 3月29日        | 21   | 迷犬ラッシー人命救助                          | 小山高男 | 藤川茂   | 藤川茂   | 金沢比呂司 | HS11巻 |
| 3月29日        | 21   | 零クンはおじゃま虫!?                          | 小山高男 | 藤川茂   | 藤川茂   | 金沢比呂司 | HS11巻 |

#### 高2編
| 放送日         | 話数 | サブタイトル                                | 脚本     | 絵コンテ   | 演出     | 作画監督            | 収録巻                                        |
| -------------- | ---- | ------------------------------------------- | -------- | ---------- | -------- | ------------------- | --------------------------------------------- |
| 1986年 4月12日 | 22   | 忠犬ラッシー物語                            | 柳川茂   | 高林久弥   | 高林久弥 | 金沢比呂司          | HS7巻                                         |
| 1986年 4月12日 | 22   | 物星大、春なのにオカマですか?               | 柳川茂   | 石崎すすむ | 山崎友正 | 金沢比呂司          | HS4巻                                         |
| 4月19日        | 23   | レッツ豪!席取り合戦 通学電車は今日も行く    | 寺田憲史 | 早川啓二   | 渡部高志 | 辻初樹              | HS4巻                                         |
| 4月19日        | 23   | 迷犬ラッシーのドキドキ一年生                | 寺田憲史 | 早川啓二   | 渡部高志 | 辻初樹              | HS10巻のエピソードの一部を 使用したオリジナル |
| 5月3日         | 24   | 大間仁おいしんぼ万才                        | 小山高男 | 三沢伸     | 三沢伸   | 近永健一            | HS4巻                                         |
| 5月3日         | 24   | 図書室はてんやわんや                        | 山田隆司 | 三沢伸     | 三沢伸   | 近永健一            | HS9巻                                         |
| 5月10日        | 25   | 唯ちゃん恋しや転校生                        | 小山高男 | 池田成     | 福富博   | 辻初樹              | 3年5巻                                        |
| 5月10日        | 25   | 正義のスケベ出瀬潔                          | 山田隆司 | 高本宣弘   | 高本宣弘 | 辻初樹              | HS4巻                                         |
| 5月17日        | 26   | 6月の花嫁 伊狩せんせのハッピー結婚式        | 寺田憲史 | 渡部高志   | 渡部高志 | 辻初樹              | HS7巻                                         |
| 5月24日        | 27   | 霧ちゃんは優等生                            | 小山高男 | 松島明子   | 藤川茂   | 金沢比呂司          | HS9巻                                         |
| 5月24日        | 27   | 事代せんせ熱血伝                            | 小山高男 | 福富博     | 藤川茂   | 金沢比呂司          | HS9巻                                         |
| 5月31日        | 28   | ケーキなんか大キライだ                      | 小山高男 | 森脇真琴   | 森脇真琴 | 奈須川充            | HS3巻                                         |
| 5月31日        | 28   | 悲惨な盲腸炎                                | 小山高男 | 三沢伸     | 三沢伸   | 金沢比呂司          | 3年1巻                                        |
| 6月14日        | 29   | 根性ラーメン食べるマッチ                    | 山田隆司 | 高林久弥   | 高林久弥 | 金沢比呂司          | HS10巻                                        |
| 6月14日        | 29   | モデルは金髪美人                            | 山田隆司 | 中村隆太郎 | 山崎友正 | 金沢比呂司          | HS3巻                                         |
| 6月28日        | 30   | つっぱり子猫物語                            | 寺田憲史 | 三沢伸     | 三沢伸   | 近永健一            | HS10巻                                        |
| 6月28日        | 30   | 零くん熱烈ラブコール!?                      | 寺田憲史 | 松島明子   | 三沢伸   | 近永健一            | HS14巻                                        |
| 7月5日         | 31   | クラス対抗 ピチピチチャップン水泳大会       | 小山高男 | 松島明子   | 藤川茂   | 一川孝久            | 3年4巻                                        |
| 7月12日        | 32   | 事代先生なわぬけの術                        | 山田隆司 | 福富博     | 高林久弥 | 渡辺浩              | HS12巻                                        |
| 7月12日        | 32   | 初恋!それとも…? モジモジ豪くん              | 山田隆司 | 高林久弥   | 高林久弥 | 松下浩美            | HS11巻                                        |
| 7月19日        | 33   | 全員出席せよ 水着も光る夏の臨海学校         | 寺田憲史 | 三沢伸     | 三沢伸   | 近永健一            | HS6巻                                         |
| 8月2日         | 34   | 夏休みズボラ日記                            | 小山高男 | 舞刀満     | 藤川茂   | 金沢比呂司          | HS10巻                                        |
| 8月2日         | 34   | 納涼ヘンタイ花火大会                        | 山田隆司 | 藤川茂     | 藤川茂   | 佐々木敏子          | 3年4巻                                        |
| 8月9日         | 35   | 夏休みいなか体験旅行                        | 山田隆司 | 高林久弥   | 高林久弥 | 一川孝久            | HS6巻                                         |
| 8月9日         | 35   | お祭り好きたちの夜                          | 小山高男 | 舞刀満     | 山崎友正 | 一川孝久            | HS10巻                                        |
| 8月23日        | 36   | キャンプでドッキリ!! 夏の思い出づくり       | 山田隆司 | 舞刀満     | 藤川茂   | 佐々木敏子          | HS2巻                                         |
| 8月30日        | 37   | 落とし物! 拾う勇気に届ける勇気              | 山田隆司 | 高林久弥   | 高林久弥 | 一川孝久            | HS14巻                                        |
| 8月30日        | 37   | ロケ隊がやって来た!                         | 山田隆司 | 前園文夫   | 前園文夫 | 奈須川充            | HS9巻                                         |
| 9月6日         | 38   | お慕いします事代先生                        | 寺田憲史 | 森脇真琴   | 森脇真琴 | 奈須川充            | HS7巻                                         |
| 9月6日         | 38   | 恒例!?秋の防災訓練                          | 寺田憲史 | 藤川茂     | 藤川茂   | 一川孝久            | HS3巻                                         |
| 9月13日        | 39   | 魔女VS魔男 決死のバレー大会                 | 小山高男 | 高林久弥   | 高林久弥 | 近永健一            | HS3巻                                         |
| 9月20日        | 40   | 学園祭変態バザール                          | 寺田憲史 | 三沢伸     | 三沢伸   | 金沢比呂司          | HS14巻                                        |
| 9月20日        | 40   | ラッシーは野球犬                            | 寺田憲史 | 山崎友正   | 山崎友正 | 金沢比呂司          | HS12巻                                        |
| 9月27日        | 41   | 奇面組入門テスト                            | 山田隆司 | 中原誠     | 藤川茂   | 佐々木敏子          | HS14巻                                        |
| 9月27日        | 41   | 災難レストラン                              | 山田隆司 | 舞刀満     | 藤川茂   | 金沢比呂司          | オリジナル                                    |
| 10月11日       | 42   | うれし!はずかし! 秋のビックリ運動会         | 小山高男 | 高林久弥   | 高林久弥 | 一川孝久            | 3年5巻                                        |
| 10月18日       | 43   | 伝説の英雄（ヒーロー）・母校へ帰る          | 小山高男 | 中原誠     | 三沢伸   | 金沢比呂司          | オリジナル                                    |
| 10月18日       | 43   | 世紀の対決!釣り師VS巨大魚                   | 小山高男 | 湖山禎崇   | 前園文夫 | 奈須川充            | HS14巻                                        |
| 10月25日       | 44   | 哀愁の潔くん                                | 山田隆司 | 舞刀満     | 藤川茂   | 金沢比呂司          | HS11巻                                        |
| 10月25日       | 44   | 青春という名のピンナップ                    | 山田隆司 | 舞刀満     | 藤川茂   | 金沢比呂司          | オリジナル                                    |
| 11月1日        | 45   | おいでやす! 京都・奈良への修学旅行          | 寺田憲史 | 三沢伸     | 三沢伸   | 只野和子            | 3年3・4巻                                     |
| 11月8日        | 46   | 怒りの赤バット                              | 山田隆司 | 森脇真琴   | 高林久弥 | 金沢比呂司          | HS13巻                                        |
| 11月8日        | 46   | 毎度おさわがせ身体検査                      | 山田隆司 | 舞刀満     | 高林久弥 | 金沢比呂司          | オリジナル                                    |
| 11月15日       | 47   | 過去との遭遇 今よみがえる幻の…              | 小山高男 | 山崎友正   | 山崎友正 | 金沢比呂司          | HS8巻                                         |
| 11月15日       | 47   | みんな一緒に七五三                          | 小山高男 | 森脇真琴   | 森脇真琴 | 奈須川充            | オリジナル                                    |
| 11月22日       | 48   | 悲しき窓辺の少女                            | 山田隆司 | 三沢伸     | 三沢伸   | 佐々木敏子          | HS13巻                                        |
| 11月22日       | 48   | 一発勝負のヤミ鍋大会                        | 山田隆司 | 舞刀満     | 三沢伸   | 金沢比呂司          | オリジナル                                    |
| 11月29日       | 49   | だまし、だまされ 秘（まるひ）どっきりカメラ | 小山高男 | 湖山禎崇   | 高林久弥 | 金沢比呂司          | HS14巻                                        |
| 11月29日       | 49   | 人のクセみて七クセなおせ                    | 小山高男 | 舞刀満     | 高林久弥 | 金沢比呂司          | HS16巻                                        |
| 12月6日        | 50   | 犬に小判                                    | 山田隆司 | 藤川茂     | 藤川茂   | 近永健一            | HS16巻                                        |
| 12月6日        | 50   | 唯ちゃんのビックリ誕生日                    | 山田隆司 | 湖山禎崇   | 藤川茂   | 近永健一            | 3年1巻                                        |
| 12月13日       | 51   | オネショは誰だ                              | 山田隆司 | 神崎貢一   | 山崎友正 | 金沢比呂司          | HS16巻                                        |
| 12月13日       | 51   | 当たれ福引きハワイ旅行                      | 山田隆司 | 三沢伸     | 三沢伸   | 一川孝久            | オリジナル                                    |
| 12月20日       | 52   | 不運な勧誘員                                | 小山高男 | 湖山禎崇   | 高林久弥 | 奈須川充            | HS13巻                                        |
| 12月20日       | 52   | きよしこの夜 メルヘンサンタがやって来た     | 小山高男 | 藤川茂     | 藤川茂   | 佐々木敏子          | オリジナル                                    |
| 1987年 1月3日  | 53   | 技ありっ! 新年とんだタコあげ大会            | 小山高男 | 池田成     | 池田成   | 金沢比呂司          | HS8巻                                         |
| 1987年 1月3日  | 53   | お手がら三人組                              | 山田隆司 | 山崎友正   | 山崎友正 | 金沢比呂司          | HS16巻                                        |
| 1月10日        | 54   | 新春がまん大会                              | 小山高男 | 神崎貢一   | 三沢伸   | 金沢比呂司          | HS11巻                                        |
| 1月10日        | 54   | 意地の張り合い外食デー                      | 山田隆司 | 湖山禎崇   | 三沢伸   | 奈須川充            | HS13巻                                        |
| 1月17日        | 55   | ゲレンデ・シュプール 白い雪スキー合宿特訓   | 山田隆司 | 池田成     | 高林久弥 | 小林早苗            | 3年6巻                                        |
| 1月24日        | 56   | イヤイヤ家庭訪問                            | 小山高男 | 神崎貢一   | 藤川茂   | 佐々木敏子          | HS17巻                                        |
| 1月24日        | 56   | スケート場大パニック                        | 小山高男 | 池田成     | 藤川茂   | 金沢比呂司          | HS4巻                                         |
| 1月31日        | 57   | おねむり仁くん                              | 小山高男 | 山崎友正   | 山崎友正 | 金沢比呂司          | HS17巻                                        |
| 1月31日        | 57   | 激突ヘンタイ・ボーリング                    | 小山高男 | 三沢伸     | 三沢伸   | 金沢比呂司          | 3年5巻                                        |
| 2月7日         | 58   | 潔くんのくどき方教室                        | 山田隆司 | 湖山禎崇   | 高林久弥 | 奈須川充            | HS16巻                                        |
| 2月7日         | 58   | トラガリ豪くん                              | 山田隆司 | 高林久弥   | 高林久弥 | 金沢比呂司          | HS17巻                                        |
| 2月14日        | 59   | お予知になって大くん                        | 小山高男 | 池田成     | 池田成   | 金沢比呂司          | HS18巻                                        |
| 2月14日        | 59   | はた迷惑で商売繁昌                          | 小山高男 | 湖山禎崇   | 藤川茂   | 佐々木敏子          | オリジナル                                    |
| 2月21日        | 60   | 名犬ラッシーの シンデレラ物語               | 山田隆司 | 遠藤克己   | 三沢伸   | 近永健一            | HS18巻                                        |
| 2月28日        | 61   | 零くんのルス番日記                          | 小山高男 | 高林久弥   | 高林久弥 | 金沢比呂司          | HS18巻                                        |
| 2月28日        | 61   | 霧ちゃんのひなまつり                        | 小山高男 | 佐々木裕之 | 高林久弥 | 金沢比呂司          | オリジナル                                    |
| 3月7日         | 62   | がんばれ!ロボットくん                       | 柳川茂   | 山崎友正   | 山崎友正 | 金沢比呂司          | HS13巻                                        |
| 3月14日        | 63   | 遅刻ワースト記録を阻止せよ!                 | 山田隆司 | 池田成     | 池田成   | 奈須川充            | オリジナル                                    |
| 3月14日        | 63   | うしろゆびさされ組の卒業式ジャック          | 山田隆司 | 三沢伸     | 三沢伸   | 奈須川充            | オリジナル                                    |
| 3月21日        | 64   | 柔道入門 強い相手に 必ず勝つ方法!?          | 柳川茂   | 遠藤克己   | 藤川茂   | 近永健一            | HS7巻                                         |
| 3月28日        | 65   | お花見でお見合い 一日一善の初恋談義         | 小山高男 | 阿宮正和   | 三沢伸   | 佐々木敏子 一川孝久 | HS12巻のエピソードをアレンジ                  |

#### 高3編
| 放送日         | 話数 | サブタイトル                          | 脚本                                    | 絵コンテ   | 演出     | 作画監督   | 収録巻                                             |
| -------------- | ---- | ------------------------------------- | --------------------------------------- | ---------- | -------- | ---------- | -------------------------------------------------- |
| 1987年 4月11日 | 66   | 春らんまん 新入生歓迎会は 大パニック! | 山田隆司                                | 岩田六     | 山崎友正 | 金沢比呂司 | HS5巻                                              |
| 4月18日        | 67   | あきれた風紀委員団                    | 山田隆司                                | 湖山禎崇   | 高林久弥 | 金沢比呂司 | HS11巻                                             |
| 4月18日        | 67   | 度胸だめしで男の証明                  | 柳川茂                                  | 池田成     | 高林久弥 | 金沢比呂司 | オリジナル                                         |
| 4月25日        | 68   | 汗と涙のチャリティーバザー            | 柳川茂                                  | 池田成     | 池田成   | 奈須川充   | オリジナル                                         |
| 4月25日        | 68   | 悲惨な給料日                          | 柳川茂                                  | 湖山禎崇   | 池田成   | 奈須川充   | HS19巻                                             |
| 5月2日         | 69   | サーブで勝負!ピンポンボーイ           | 柳川茂                                  | 遠藤克己   | 藤川茂   | 近永健一   | HS13巻                                             |
| 5月2日         | 69   | 子供の日・一平クンと背くらべ          | 山田隆司                                | 遠藤克己   | 藤川茂   | 近永健一   | オリジナル                                         |
| 5月16日        | 70   | 大変身!!迫力唯ちゃん                  | 山田隆司                                | 横山広行   | 山崎友正 | 金沢比呂司 | HS19巻                                             |
| 5月16日        | 70   | スケバンあまのじゃく                  | 山田隆司                                | 横山広行   | 山崎友正 | 金沢比呂司 | オリジナル                                         |
| 5月23日        | 71   | 唯ちゃんの細腕繁昌記                  | 柳川茂                                  | 湖山禎崇   | 三沢伸   | 佐々木敏子 | HS15巻                                             |
| 5月23日        | 71   | ラッシーの愛情測定                    | 柳川茂                                  | 阿宮正和   | 三沢伸   | 金沢比呂司 | オリジナル                                         |
| 5月30日        | 72   | あわれ!ハイスクールジャック           | 山田隆司                                | 湖山禎崇   | 高林久弥 | 金沢比呂司 | HS15巻                                             |
| 5月30日        | 72   | 奇面組ニューリーダーは誰だ!           | 山田隆司                                | 高林久弥   | 高林久弥 | 金沢比呂司 | オリジナル                                         |
| 6月6日         | 73   | 恐怖のカビ怪人                        | 柳川茂                                  | 横山広行   | 山崎友正 | 金沢比呂司 | HS13巻                                             |
| 6月6日         | 73   | 唯ちゃんのときめきテニス              | 荒川稔久                                | 山崎友正   | 山崎友正 | 金沢比呂司 | オリジナル                                         |
| 6月13日        | 74   | 悲しき!?少年剣士                      | 山田隆司                                | 池田成     | 池田成   | 奈須川充   | HS2巻                                              |
| 6月13日        | 74   | 珍記録スポーツテスト                  | 山田隆司                                | 池田成     | 池田成   | 奈須川充   | HS14巻                                             |
| 6月20日        | 75   | 鈍組スカウト大作戦                    | 柳川茂                                  | 藤川茂     | 藤川茂   | 近永健一   | オリジナル                                         |
| 6月20日        | 75   | 父の日の秘（まるひ）プレゼント        | 柳川茂                                  | 遠藤克己   | 藤川茂   | 近永健一   | オリジナル                                         |
| 6月27日        | 76   | なんてったって千絵ちゃん              | 柳川茂                                  | 胡山禎崇   | 三沢伸   | 金沢比呂司 | HS16巻のエピソードを大幅に アレンジ                |
| 6月27日        | 76   | お使いラッシー                        | 柳川茂                                  | 三沢伸     | 三沢伸   | 金沢比呂司 | HS19巻                                             |
| 7月4日         | 77   | 野性の少女 エルザが 街にやってきた    | 柳川茂                                  | 高林久弥   | 高林久弥 | 佐々木敏子 | HS14巻                                             |
| 7月11日        | 78   | 悩みバクハツ 父になったラッシー       | 山田隆司                                | 横山広行   | 山崎友正 | 金沢比呂司 | オリジナル                                         |
| 7月25日        | 79   | 事代先生の宝クジ騒動                  | 千葉克彦 小山高男                       | 藤川茂     | 藤川茂   | 金沢比呂司 | オリジナル                                         |
| 7月25日        | 79   | 人気教師ベストテン                    | 柳川茂                                  | 阿宮正和   | 藤川茂   | 金沢比呂司 | オリジナル                                         |
| 8月1日         | 80   | スイカがこわい                        | 金井克巳 小山高男                       | 湖山禎崇   | 高林久弥 | 近永健一   | オリジナル                                         |
| 8月1日         | 80   | ラッシーの恋愛騒動記                  | 荒川稔久 小山高男                       | 遠藤克己   | 高林久弥 | 近永健一   | オリジナル                                         |
| 8月15日        | 81   | オバケでびっくり! どろぼーもドッキリ! | 山田隆司                                | 三沢伸     | 三沢伸   | 一川孝久   | HS2巻のエピソードの一部を 使用したオリジナル       |
| 8月22日        | 82   | 霧ちゃんのすて猫物語                  | 小山高男                                | 山崎友正   | 山崎友正 | 一川孝久   | オリジナル                                         |
| 8月22日        | 82   | ばあやさんの家出                      | 柳川茂                                  | 横山広行   | 山崎友正 | 佐々木敏子 | オリジナル                                         |
| 8月29日        | 83   | 唯ちゃんの麦わら帽子                  | 山田隆司                                | 佐々木裕之 | 藤川茂   | 佐々木敏子 | オリジナル                                         |
| 8月29日        | 83   | 大くんを男らしく                      | 山田隆司                                | 佐々木裕之 | 藤川茂   | 佐々木敏子 | オリジナル                                         |
| 9月12日        | 84   | 決闘!三重の塔・珍拳勝負               | 小山高男                                | 福富博     | 福富博   | 金沢比呂司 | HS9巻のエピソードを再構成 ※劇場版第3パート（後述） |
| 9月19日        | 85   | 緊急指令!全員集合せよ!!               | 小山高男（構成） 寺田憲史 島田満 柳川茂 | 三沢伸     | 三沢伸   | 一川孝久   | オリジナル（総集編）                               |
| 9月26日        | 86   | 一応高の人気もの ひょうきん奇面組解散 | わたなべゆうこ 小山高男                 | 池田成     | 池田成   | 奈須川充   | オリジナル（アニメ版最終回）                       |

### 実在芸能人等の作中への出演
第50話前半パート「犬に小判」では、当時フジテレビアナウンサーだった露木茂がニュースを読むアナウンサー役で出演している。ただし声のみである。
第63話後半パート「うしろゆびさされ組の卒業式ジャック」では、うしろゆびさされ組自身が本人役でゲスト出演し、デビュー曲「うしろゆびさされ組」を豪たちによるバック演奏つき（パートについては初代OPに準ずる）という形で披露した。これは、開始当初から主題歌を担当していた同ユニットが解散するのに伴う設定であり、「うしろゆびさされ組が一応高の卒業式にサプライズ出演する」という内容だった。なお、声による出演はトーク部分のみであり、歌唱シーンはサントラ音源を使用している。また放送の際、原作者の新沢が2人のキャラクターデザインなど参考カットを新規に起こしてスタッフに渡している。このほかうしろゆびの2人は、JC第15巻にも表紙で登場している。

### 放送局
本放送は、以下のFNS各局ほかにて放送された（同時ネット局は原作が終了した1987年7月当時の23局、遅れネットは個別に出典が提示されているものを除き1986年10月中旬 - 11月上旬時点）。また、系列は当時のものとする。
| 放送対象地域  | 放送局         | 放送日時                       | 放送時間           | 系列                                         | ネット状況 | 備考            |
| ------------- | -------------- | ------------------------------ | ------------------ | -------------------------------------------- | ---------- | --------------- |
| 関東広域圏    | フジテレビ     | 1985年10月12日 - 1987年9月26日 | 土曜 19:30 - 20:00 | フジテレビ系列                               | 制作局     | 制作局          |
| 北海道        | 北海道文化放送 | 1985年10月12日 - 1987年9月26日 | 土曜 19:30 - 20:00 | フジテレビ系列                               | 同時ネット |                 |
| 秋田県        | 秋田テレビ     | 1985年10月12日 - 1987年9月26日 | 土曜 19:30 - 20:00 | フジテレビ系列                               | 同時ネット | [ 注 14 ]       |
| 山形県        | 山形テレビ     | 1985年10月12日 - 1987年9月26日 | 土曜 19:30 - 20:00 | フジテレビ系列                               | 同時ネット |                 |
| 宮城県        | 仙台放送       | 1985年10月12日 - 1987年9月26日 | 土曜 19:30 - 20:00 | フジテレビ系列                               | 同時ネット |                 |
| 福島県        | 福島テレビ     | 1985年10月12日 - 1987年9月26日 | 土曜 19:30 - 20:00 | フジテレビ系列                               | 同時ネット |                 |
| 新潟県        | 新潟総合テレビ | 1985年10月12日 - 1987年9月26日 | 土曜 19:30 - 20:00 | フジテレビ系列                               | 同時ネット |                 |
| 長野県        | 長野放送       | 1985年10月12日 - 1987年9月26日 | 土曜 19:30 - 20:00 | フジテレビ系列                               | 同時ネット |                 |
| 静岡県        | テレビ静岡     | 1985年10月12日 - 1987年9月26日 | 土曜 19:30 - 20:00 | フジテレビ系列                               | 同時ネット |                 |
| 富山県        | 富山テレビ     | 1985年10月12日 - 1987年9月26日 | 土曜 19:30 - 20:00 | フジテレビ系列                               | 同時ネット |                 |
| 石川県        | 石川テレビ     | 1985年10月12日 - 1987年9月26日 | 土曜 19:30 - 20:00 | フジテレビ系列                               | 同時ネット |                 |
| 福井県        | 福井テレビ     | 1985年10月12日 - 1987年9月26日 | 土曜 19:30 - 20:00 | フジテレビ系列                               | 同時ネット |                 |
| 中京広域圏    | 東海テレビ     | 1985年10月12日 - 1987年9月26日 | 土曜 19:30 - 20:00 | フジテレビ系列                               | 同時ネット |                 |
| 近畿広域圏    | 関西テレビ     | 1985年10月12日 - 1987年9月26日 | 土曜 19:30 - 20:00 | フジテレビ系列                               | 同時ネット |                 |
| 島根県 鳥取県 | 山陰中央テレビ | 1985年10月12日 - 1987年9月26日 | 土曜 19:30 - 20:00 | フジテレビ系列                               | 同時ネット |                 |
| 岡山県 香川県 | 岡山放送       | 1985年10月12日 - 1987年9月26日 | 土曜 19:30 - 20:00 | フジテレビ系列                               | 同時ネット |                 |
| 広島県        | テレビ新広島   | 1985年10月12日 - 1987年9月26日 | 土曜 19:30 - 20:00 | フジテレビ系列                               | 同時ネット |                 |
| 愛媛県        | テレビ愛媛     | 1985年10月12日 - 1987年9月26日 | 土曜 19:30 - 20:00 | フジテレビ系列                               | 同時ネット |                 |
| 福岡県        | テレビ西日本   | 1985年10月12日 - 1987年9月26日 | 土曜 19:30 - 20:00 | フジテレビ系列                               | 同時ネット |                 |
| 佐賀県        | サガテレビ     | 1985年10月12日 - 1987年9月26日 | 土曜 19:30 - 20:00 | フジテレビ系列                               | 同時ネット |                 |
| 長崎県        | テレビ長崎     | 1985年10月12日 - 1987年9月26日 | 土曜 19:30 - 20:00 | フジテレビ系列 日本テレビ系列                | 同時ネット |                 |
| 熊本県        | テレビ熊本     | 1985年10月12日 - 1987年9月26日 | 土曜 19:30 - 20:00 | フジテレビ系列 テレビ朝日系列                | 同時ネット |                 |
| 宮崎県        | テレビ宮崎     | 1985年10月12日 - 1987年9月26日 | 土曜 19:30 - 20:00 | フジテレビ系列 日本テレビ系列 テレビ朝日系列 | 同時ネット |                 |
| 沖縄県        | 沖縄テレビ     | 1985年10月12日 - 1987年9月26日 | 土曜 19:30 - 20:00 | フジテレビ系列                               | 同時ネット |                 |
| 青森県        | 青森放送       |                                | 木曜 17:00 - 17:30 | 日本テレビ系列 テレビ朝日系列                | 遅れネット |                 |
| 岩手県        | 岩手放送       |                                | 金曜 16:30 - 17:00 | TBS系列                                      | 遅れネット | 現・IBC岩手放送 |
| 山梨県        | テレビ山梨     |                                | 月曜 16:25 - 16:55 | TBS系列                                      | 遅れネット |                 |
| 山口県        | テレビ山口     |                                | 木曜 17:00 - 17:30 | TBS系列 フジテレビ系列                       | 遅れネット |                 |
| 徳島県        | 四国放送       | 1988年時点で放送               | 火曜 17:30 - 18:00 | 日本テレビ系列                               | 遅れネット | [ 68 ]          |
| 高知県        | 高知放送       |                                | 木曜 16:55 - 17:25 | 日本テレビ系列                               | 遅れネット |                 |
| 大分県        | テレビ大分     | 本放送終了後の1989年に放送     | 木曜 16:30 - 17:00 | フジテレビ系列 日本テレビ系列 テレビ朝日系列 | 遅れネット |                 |

### 再放送
本放送終了後も各地方局の地上波で繰り返し再放送されるほか、近年はケーブルテレビや衛星放送での再放送に加え、ネット配信放送も行なわれている（下記参照）。
| 放送局                       | 放送期間                                                            | 放送系列   | 備考             |
| ---------------------------- | ------------------------------------------------------------------- | ---------- | ---------------- |
| アニマックス                 | 多数の時期にわたって放送 （地上波再放送分同様に一部場面カットあり） | CS放送     | リピート放送あり |
| フジテレビ721、フジテレビONE | 1週2話連続放映                                                      | CS放送     | リピート放送あり |
| BIGLOBEストリーム            | 12回分ずつ配信                                                      | ネット配信 | 毎週6回分更新    |

ちなみに関東では、フジテレビ（1987年-1988年）⇒テレビ東京（1990年、『アニメランド』にて）⇒フジテレビ（1992年-1993年）と3回再放送されたほか、独立UHF局でもテレビ埼玉や千葉テレビ放送・群馬テレビにて放送された。
- 再放送の際には主に以下の例が発生することもある。
  - 一部シーンのカット
  - ED自体の省略
  - EDが流れる場合でも最後の予告部分のカット
    - 「制作協力」の表示の時点または直後でフェードアウトする形式。
    - ちなみにED「うしろ髪ひかれたい」の場合は、本来は唯が明りを消すシーン（手前シーン）⇒次回予告⇒唯の寝ているシーン（最後シーン）という流れであるが、再放送では手前シーンから直接最後シーンに飛ぶ例も存在する。
- フジテレビ系以外での場合、OPの最後が別画面で「制作 NAS」となる例も存在する。
- 第1話のEDでは、前半部に第2話のED前半部を流用したうえで後半に第1話の名場面集を入れて放送された例もある。ちなみに第1話の本放送では、同話の名場面集や静止画カットなどを一部挿入した「暫定バージョン」が使用された。再放送やDVD-BOX版では修正されている。

### 劇場版
1986年7月12日に、『東映まんがまつり』の一作として3部構成で公開された。タイトルは通常と同じく『ハイスクール!奇面組』。のちに東映ビデオより商品化された。
テレビでは、1988年1月1日 7:30 - 8:24 （日本標準時）にフジテレビ元日特番『新春アニメ劇場』で放送。放送時間の都合上、一部シーンがカットされた（劇中歌「恋はコットン」が途中カットされるなど）。

#### 内容について
OPやEDの映像は、TVサイズの比率4:3で制作されたものを横合わせで映画用の16:9に調整しているため、通常のTV版の映像よりも縦方向が25%ほどカットされている。また、サブタイトル画面の背景がそれぞれ通常の赤ベースとは異なったものになっている。
1. 「荒磯に波」（「東映」のタイトル）
2. OP「うしろゆびさされ組」（『ハイスクール!奇面組』のタイトルとともに「映倫」マークの表示）
歌詞テロップなし。またクレジットフォントが通常と異なるほか、最後が「制作 NAS」となっている。
3. 第1パート「やめてお願い!夏休み補習授業」（ピンクベース）
臨海学校前の奇面組に対する補習のエピソードであるが、原作とは異なる展開になっている。
冒頭で主要キャラ8名が順次表記される。
（河川唯・宇留千絵・一堂零・冷越豪・大間仁・出瀬潔・物星大・事代作吾）
4. 「バナナの涙」 - ノンテロップ版。ただし歌詞は出る。
5. 第2パート「臨海学校・永遠なる遠泳」（青ベース）
トライアスロン大会。第33話「全員出席せよ・水着も光る夏の臨海学校」では省略されたエピソード。
6. 「象さんのすきゃんてぃ」 - ノンテロップ版。ただし、『ハイスクール!奇面組』のタイトルと歌詞は出る。
7. 第3パート「決闘!三重の塔・珍拳勝負!!」（緑ベース）
原作に登場した憎組のうち、怒裸権榎道（どらごん えのみち）および爺面七重吾（じいめん ななじゅうご）を除く3人が寒風（かんふう）大学空手部の部員として登場。唯と千絵が囚われの身となり（実は石砂拓真による仕掛け）、一応寺の三重塔で事代作吾[注 17]と奇面組が対決する。
この第3パートは、のちにテレビ本放送でも第84話として放映された（サブタイトルの背景も緑ベースのまま）。なお画面が本来のTVサイズに戻ったことで、劇場版ではカットされていた上下の部分も見えるようになっている。
8. ED「猫舌ごころも恋のうち」
クレジットはスクロール式（歌詞テロップなし）、最後はブルーバックで「おわり」と表示。

また当時の東映ビデオ商品では、本編の最後に「作品紹介」のコーナーがあった。ちなみに本作の場合は『東映まんがまつり』の宣伝となっていた（奇面組のほか、後述の同時上映作品の宣伝）。

#### スタッフ
- 製作 - 関谷猪三男
- 企画 - 土屋登喜蔵
- 脚本 - 小山高生
- 絵コンテ・演出 - 森脇真琴（Iパート）、三沢伸（IIパート）、福富博（IIIパート）
- キャラクターデザイン・総作画監督 - 金沢比呂司
- 作画監督 - 奈須川充
- 美術監督 - 古谷彰
- 撮影監督 - 金子仁、菊地英明
- 編集 - 岡安肇
- 音響監督 - 斯波重治
- 音楽 - 菊池俊輔
- プロデューサー - 片岡義朗、原田一男、茂垣弘道
- 制作協力 - スタジオコメット
- 制作 - NAS

#### 同時上映
- ゲゲゲの鬼太郎 最強妖怪軍団!日本上陸!!
- キャプテン翼 世界大決戦!!Jr.ワールドカップ
- メイプルタウン物語

### 海外での放映
アジアやヨーロッパをはじめとする諸外国でも放映された。フランスでは、『Le Collège fou, fou, fou』という現地名に改名されて放映された。しかし、一部キャラクターの声や第12回の翻訳ではミスがあった。また、第84話（劇場版からの再録）と第85話（総集編）は翻訳されず、未放送となった。

### VHS・DVD・Blu-ray
ハイスクール！奇面組オリジナル劇場版VHS(東映ビデオ)
1986年に『東映まんがまつり』の一作として3本立て構成で公開された作品として、東映ビデオからリリースされたが、現在は廃盤となっている。
ハイスクール!奇面組 DVD-BOX（マーベラスエンターテイメント）
2001年にテレビシリーズ全話収録のDVD-BOXが3部に分けて発売された。BOXやDVDジャケットイラストは作者描き下ろし。
第1話EDおよび息っ子クラブ「ちょっと辛いあいつ」は未収録。OPおよびEDテーマを歌った「うしろゆび」「うしろ髪」がキャニオンレコード（後のポニーキャニオン）所属だったのに対し、「息っ子」はEPICソニー（後のエピックレコードジャパン）所属だったため、「ちょっと辛いあいつ」分のEDがまるごと未収録となっている。
ハイスクール!奇面組 COMPLETE DVD-BOX（スーパー・ビジョン）
新たに発掘された映像も収録の「完全収録版」。
BOX1は2007年12月21日に発売。ディスク8枚組、第1話 - 第47話を収録。第1話EDも初収録。セル版では、先述の作者描き下ろしのアニメスタッフ向け設定資料などを収録したブックレットが付属。
BOX2は2008年2月22日に発売。ディスク7枚組、第48話 - 第86話および劇場版を収録。ED「ちょっと辛いあいつ」もDVD初収録。セル版では、奇面組の5人の携帯ストラップが付属。
セル版のほか、レンタル版も設定されている（ジャケットおよびDVD本体に「レンタル専用」の表記がある）。
ジャンプスーパーHEROES スペシャルコレクションDVD vol.5（集英社、2012年12月21日）
懐かしのジャンプアニメの第1話を収録。ちなみにvol.5は「痛快!!コメディ★ヒーローズ」と称し、本作を含めた下記6作品を収録（カッコ内は原作者）。
- ハイスクール!奇面組（新沢基栄）
- きまぐれオレンジ☆ロード（まつもと泉）
- 燃える!お兄さん（佐藤正）
- まじかる☆タルるートくん（江川達也）
- とっても!ラッキーマン（ガモウひろし）
- みどりのマキバオー（つの丸）

ハイスクール! 奇面組 Blu-ray BOX 上巻・下巻(ポニーキャニオン)
パラ消し、ノイズ除去、色補正を施したHDリマスターによる初のBlu-ray作品として、2017年11月2日に発売。上巻は1話~44話を収録。下巻は45話~86話(最終話)と劇場版を収録。

### サウンドトラック
テレビアニメのBGMと主題歌を収録したサントラ盤がポニーキャニオン（旧・キャニオンレコード）よりリリースされた。なお、音楽組・音楽組2のBGMは、現在でもテレビ番組のBGMとして使用される場合がある。
- ハイスクール!奇面組 音楽組（1986年2月21日）
- ハイスクール!奇面組 音楽組2（1986年7月21日）
- ハイスクール!奇面組 オリジナルテーマ・ソング組（1987年10月21日）
  - CDの帯には「完全」と記載されているが、「ちょっと辛いあいつ」は収録されていない（「テーマソング組＋」には収録されている）。
- ハイスクール!奇面組 テーマソング組＋（プラス）（1999年3月17日）
- Myこれ!チョイス 40 ハイスクール!奇面組 TVアニメ主題歌・挿入歌集（2008年7月16日）
  - 全曲デジタルリマスタリング。「ちょっと辛いあいつ」と「わたしは知恵の輪」は未収録。声優が歌った挿入歌が収録されている。
- 決定盤 ハイスクール!奇面組 アニメ主題歌&キャラクター主題歌カバー集（2017年7月19日）[70][71]
  - アニメOP・EDおよび挿入歌、ならびに高橋美紀（河川唯役）・松井菜桜子（宇留千絵役）によるカバー曲を収録。なお、「ちょっと辛いあいつ」および「わたしは知恵の輪」は未収録。2枚組。

| フジテレビ系列 土曜19:30 - 19:54枠                                                                            | フジテレビ系列 土曜19:30 - 19:54枠                                       | フジテレビ系列 土曜19:30 - 19:54枠                      |
| 前番組 | 番組名                                                                   | 次番組                                                  |
| --- | ------------------------------------------------------------------------ | ------------------------------------------------------- |
| ザ・対決! （1985年4月13日 - 1985年9月28日） ※改題の上、金曜19:00枠へ移動 ※ここまでクイズ番組枠 ※19:00 - 19:54 | ハイスクール!奇面組 （1985年10月12日 - 1987年9月26日） ※ここからアニメ枠 | ついでにとんちんかん （1987年10月17日 - 1988年10月1日） |
| フジテレビ 土曜19:54 - 20:00枠                                                                                |                                                                          |                                                         |
| ドタンバのマナー ※ここまでローカルセールス枠                                                                  | ハイスクール!奇面組 （1985年10月12日 - 1987年9月26日）                   | ついでにとんちんかん （1987年10月17日 - 1988年10月1日） |

## ゲーム版
ハイスクール!奇面組（セガ・マークIII用ソフト、1986年12月15日、セガ・エンタープライゼス）
いたずらして逃げ出した奇面組の面々を唯が捕まえるアドベンチャーゲーム。ストーリーは無く、5人を捕まえればそれでゲームクリアとなる。アイテムを使った単純な捕まえ方を5通り知ってしまえば、あっという間にゲームが終了してしまう。
アニメ第68話「汗と涙のチャリティーバザー」で作中にも登場した（売れ残りの箱のみ）。
ハイスクール!奇面組（MSX2用ソフト、1987年、ポニー）
上記の同名作品をMSX2用に移植したもの。
SIMPLEキャラクター2000シリーズ Vol.05 ハイスクール!奇面組 THE テーブルホッケー（PlayStation用ソフト、2001年12月20日、バンダイ）
塩沢兼人が鬼籍に入ったため、代役として岡野浩介が大を演じた。

### ゲスト出演
ファミコンジャンプ 英雄列伝（ファミリーコンピュータ用ソフト、1989年2月15日、バンダイ）
零と唯が通行人として登場。本作においては「潔よりも『シェイプアップ乱』の原宗一郎のほうが何倍もスケベ」という設定になっている。なお、潔本人は登場しない。
週刊少年ジャンプ オレコレクション!（スマートフォン用アプリ、2017年7月6日、バンダイナムコエンターテインメント）
配信開始時より零が登場。
ジャンプチ ヒーローズ（スマートフォン用アプリ、2018年3月28日、LINE）
2018年6月29日より零、2019年11月22日より鈍が登場。
週刊少年ジャンプ 実況ジャンジャンスタジアム（スマートフォン用アプリ、2018年8月2日、コナミデジタルエンタテインメント）
配信開始時より零が登場。

## 舞台劇
『舞台 ハイスクール!奇面組』のタイトルで舞台化され、2017年6月1日から6月4日まで全労済ホール／スペース・ゼロにて上演された。原作者・新沢の監修によるオリジナルストーリーで、脚本を田中大祐が手がけ、演出をなるせゆうせいが担当した。キャストはオーディションで決定した。制作・主催はADKアーツ。
第2作『舞台 ハイスクール!奇面組2 〜嵐を呼ぶ変態ライバル対決〜』が、2018年8月2日から8月10日まで草月ホールにて上演。引き続き、脚本を田中大祐、演出をなるせゆうせいが担当。
第3作『舞台 ハイスクール!奇面組3 〜危機一髪!修学旅行編〜』が、2020年11月18日から11月23日まで草月ホールにて上演。引き続き、脚本を田中大祐、演出をなるせゆうせいが担当。キャストは大幅に変更された。

### キャスト
★は舞台版オリジナルキャラクター。○数字はシリーズ作数。
- 一堂零 - 平野良
- 冷越豪 - 寺山武志
- 出瀬潔 - もう中学生
- 大間仁 - 高木晋哉（ジョイマン）
- 物星大 - 鳥越裕貴①② / 井深克彦③

- 河川唯 - 松田彩希①② / 和田まあや（当時乃木坂46）③
- 宇留千絵 - 東理紗①② / 西田薫子③
- 事代作吾、一堂啄石、一堂ラッシー - なだぎ武〈事代①③、琢石①②、ラッシー②〉
- 若人蘭 - 花原あんり① / 倉田瑠夏③
- 伊狩増代 - 奈良岡にこ①
- 雲童塊 - 才川コージ① / 梶原颯③
- 似蛭田妖 - 葉山昴① / 横井翔二郎③
- 切出翔 - 佐藤友咲① / 荒一陽③
- 天野邪子 - 柴小聖① / 田中美麗③
- 御曹司★ - 鈴木勤①
- 太鼓持大★ - 森本亮治①
- うしろゆびさされ組 - 上田芽依・小林都
- よろづ組★ - サトウヒカル・鈴木そぼく・中村翼・川畑 亮人①・いーま・南米仁・アライヒロヤス・金子清春・山本夏夢・吉田瑞貴③
- 春曲鈍 - 宮下雄也②③
- 一堂霧 - 一村すみれ②
- 痩猪エルザ - 宮澤雪③

## パチンコ
2003年にマルホン工業からタイアップ機6種類がリリースされた。

## LINEスタンプ
スタリコから奇面組のLINEスタンプが40種類リリースされている。